# 岩崎一高

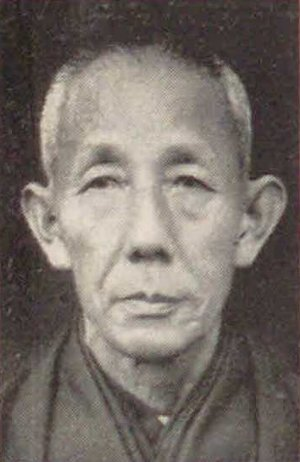
岩崎一高

岩崎 一高（いわさき かずたか、慶応3年2月15日（1867年3月20日） - 昭和19年（1944年）3月22日）は、日本の衆議院議員（立憲政友会）、松山市長。

## 経歴
伊予国松山に伊予松山藩士岩崎一正の子として生まれる。1886年（明治19年）、専修学校（現在の専修大学）を卒業。卒業後は松山に戻って、海南新聞社の経営に加わり、自由民権思想の普及に尽力した。
1919年（大正8年）、衆議院補欠選挙に出馬し、当選。翌年の総選挙には落選したものの、1923年（大正12年）に松山市長に選出された。さらに道後湯之町長を務め、1928年（昭和3年）の第16回衆議院議員総選挙に当選した。
その他、松山高等商業学校（現在の松山大学）の理事を務めた。